# Gente qua gente là/Occhi negli occhi
Gente qua gente là/Occhi negli occhi è un singolo di Fiorella Mannoia pubblicato nel 1969.

## I brani
Con il brano Gente qua gente là, Fiorella Mannoia partecipa anche a Un disco per l'estate.

## Tracce
Lato A
1. Gente qua gente là – 2:36 (testo: Alberto Testa – musica: Bruno De Filippi)

Lato B
1. Occhi negli occhi – 2:56 (testo: Alberto Testa – musica: Gino Mazzocchi e Venturia)